# 十二氢联苯烯
十二氢联苯烯是一种有机化合物，化学式为C12H20。它可由环己烯在三氟甲磺酸亚铜的光催化下二聚得到，也可由环己烯和环己烯酮经光化学环加成、多步还原反应制得。